# Sem Dresden (componist)
Samuel (Sem) Dresden (Amsterdam, 20 april 1881 – Den Haag, 31 juli 1957) was een Nederlands componist, muziekpedagoog, muziekcriticus en dirigent. Hij was een zoon van Marcus Dresden, commissionair in diamant, en Anna Mijerson, en was een oom van de schrijver Sem Dresden (1914-2002). Dresden trouwde op 25 maart 1907 met de altzangeres Jacoba Dhont, de latere zanglerares van Elly Ameling. Uit dit huwelijk werden twee zoons geboren, onder wie de musicus Anton Dresden.

## Levensloop
Dresden studeerde viool en piano bij Richard Hageman, viool bij Johannes Cornelis Dudok en Felice Togni, harmonie bij Fred. J. Roeske, contrapunt, fuga en compositie bij Bernard Zweers aan het Conservatorium van Amsterdam. In 1903 ging hij naar Berlijn en studeerde compositie en directie bij Hans Pfitzner.

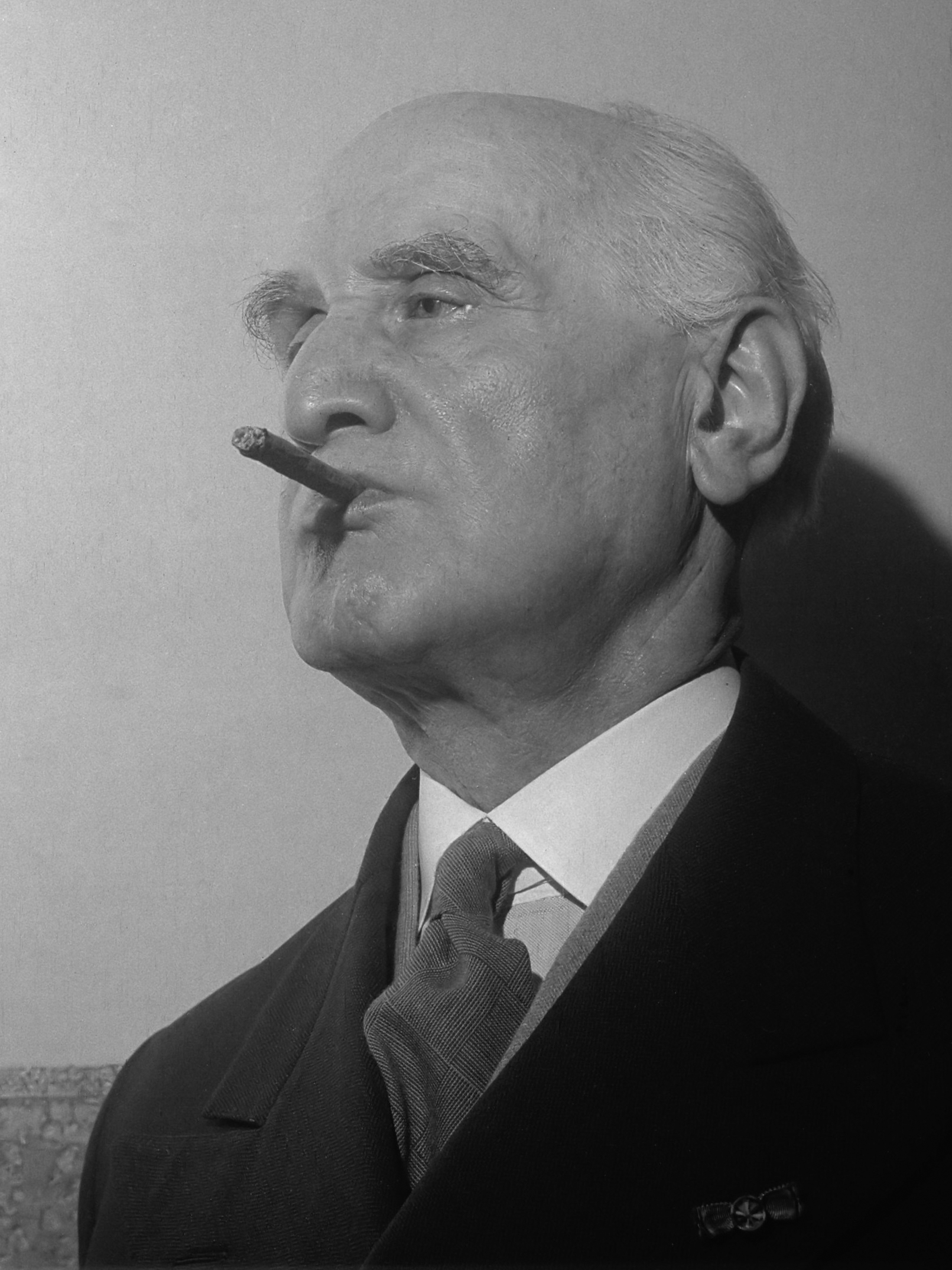
Sem Dresden in 1956

Na zijn terugkomst was hij van 1905 tot 1914 dirigent in Laren, Amsterdam en Tiel en leidde de Maatschappij tot Bevordering der Toonkunst. In 1914 stichtte hij in Amsterdam de madrigaal-vereniging, een a capella-koor met negen zangeressen en zangers. Dit koor ging later op in de Haarlemse Motet- en Madrigaalvereniging, waarmee hij veel polyfone renaissancemuziek tot nieuw leven bracht. Daarnaast schonk hij ook veel aandacht aan het eigentijdse repertoire. Samen met Daniël Ruyneman, Henri Zagwijn, Bernhard van den Sigtenhorst Meyer, Alexander Voormolen en (later) Willem Pijper richtte hij in 1918 de Nederlandsche Vereeniging tot Ontwikkeling der Moderne Scheppende Toonkunst op, waarin de moderne Nederlandse componisten zich verenigden.
Van 1924 tot 1937 was hij als opvolger van Julius Röntgen directeur van het Amsterdamsch Conservatorium. Daarna nam hij van Johan Wagenaar de directie van het Koninklijk Conservatorium in Den Haag over. Omdat hij joods was, werd hij tijdens de Tweede Wereldoorlog gedwongen ontslag te nemen. Zijn plaats werd tijdelijk ingenomen door dr. C.L. Walther Boer en daarna werd Henk Badings benoemd, die zich daarover bij de naoorlogse zuivering moest verantwoorden. Vanaf december 1940 verbleven Dresden en zijn echtgenote op De Pauwhof. Badings voorkwam dat Dresden moest meehelpen bij de aanleg van antitankgrachten. Dresden concentreerde zich in die periode op componeren. Een deel van zijn werk werd uitgegeven door Muziekuitgeverij A.A. Noske. Na de bevrijding nam hij zijn plaats bij het Koninklijk Conservatorium weer in. Hij ging in 1949 met pensioen. Daarna was hij nog tot 1953 directeur van de stichting Jeugd en Muziek.
Voorts hield Dresden lezingen in onder andere de Verenigde Staten (1947) over de Nederlandse componisten van zijn tijd. Hij was voorzitter van de Rijkscommissie voor het Muziekonderwijs en van de afdeling Muziek van de Raad voor de Kunst. Verder was hij bestuurslid van de Stichting De Nederlandse Opera, voorzitter van het Pijperfonds en lid van het bestuur van het Alphons Diepenbrock-fonds.
Als muziekcriticus van 1923 tot 1927 bij De Telegraaf heeft hij veel gedaan voor de verbreiding van de nieuwere muziek. Hij schreef een boek Het Muziekleven in Nederland sinds 1880. Als componist was Dresden werd vooral beïnvloed door het Franse impressionisme van Debussy en Ravel, hoewel zijn opleiding bij Zweers en Pfitzner in een andere richting wees. Hij volgde hiermee, net als Pijper, Van den Sigtenhorst Meyer en de oudere Diepenbrock de trend van de jaren twintig, maar had toch zijn eigen stijl. Dresden was, met Pijper en Hendrik Andriessen, een invloedrijk man in het Nederlandse muziekleven. Hij probeerde traditie en vernieuwing met elkaar te verzoenen. In zijn werk is dat duidelijk te merken.

## Composities

### Orkestwerken
- 1913 Thema en veranderingen voor groot orkest
- 1936 Concerto Nr. 1, voor viool en orkest
- 1938 Symphonietta, voor klarinet en orkest
- 1939 Concerto, voor hobo en orkest
- 1941-1942 Concerto Nr. 2, voor viool en orkest
- 1942 Concerto, voor piano en orkest
- 1949 Concerto, voor dwarsfluit en orkest
- 1951 Dansflitsen (Dance flashes), suite voor orkest
- 1952-1953 Concerto, voor orgel en orkest

### Kamermuziek
- 1905 Sonate, voor viool en piano
- 1911 Sextet, voor strijkers en piano
- 1911-1920 Suites, voor piano en viool, No. 1-3
- 1912 Trio, voor twee hobo's en althobo
- 1912-1914 Drie sextetten, voor blazers en piano
- 1918 Sonate, voor cello en piano
- 1918 Sonate, voor dwarsfluit en harp
- 1924 Strijkkwartet nr. 1
- 1924 Strijkkwartet nr. 2

### Muziek voor toetsinstrumenten

#### Piano
- 1914 Duo, voor twee piano's
- 1950 Hor ai dolor, het tweede stuk uit de reeks Hommage à Willem Pijper

#### Orgel
- Toccata, koraal & Fuga

### Vocale muziek

#### Koormuziek, cantates, oratoria
- 1919 Wachterlied, voor gemengd koor a capella
- 1927 Chorus Tragicus
- 1939 O Kerstnacht
- 1943 Assumpta est Maria
- 1953 Saint Antoine, oratorium
- 1955 Carnavalscantate
- 1956 Sint Joris, oratorium

#### Muziek voor solostem
- 1905 Drie liedjes, voor middenstem - tekst: Jacques Perk
- 1956 Rembrandts Saul en David, voor sopraan en orkest

### Muziektheater

#### Opera's
| Voltooid in | titel                                        | aktes | première               | libretto |
| ----------- | -------------------------------------------- | ----- | ---------------------- | -------- |
| 1956-1957   | François Villon, georkestreerd door: Jan Mul |       | 1958, Holland Festival |          |

#### Operette
| Voltooid in | titel | aktes | première | libretto         |
| ----------- | ----- | ----- | -------- | ---------------- |
| 1945        | Toto  |       |          | van de componist |

## Publicaties
- Sem Dresden: Het Muziekleven in Nederland sinds 1880, Amsterdam, 1923
- Sem Dresden: Stromingen en Tegenstromingen in de Muziek, Haarlem, 1953
- Rients Beintema, Sem Dresden, Leo Mens: Zes oud-Neerlandse koorwerken - met werken van Jacob Obrecht, Clemens non Papa, Gerardus Turnhout, Lassus, Cornelis Verdonck, 's-Gravenhage, Kon. Bond v. Chr. Zang- en Oratoriumver., 193?
- J. Worp: Algemene Muziekleer, naar de twaalfde druk van John Daniskas, bewerkt en geheel herzien door Sem Dresden. Uitg. Wolters, Groningen, 1972, 427 pp.